# Saint-Germain-Beaupré

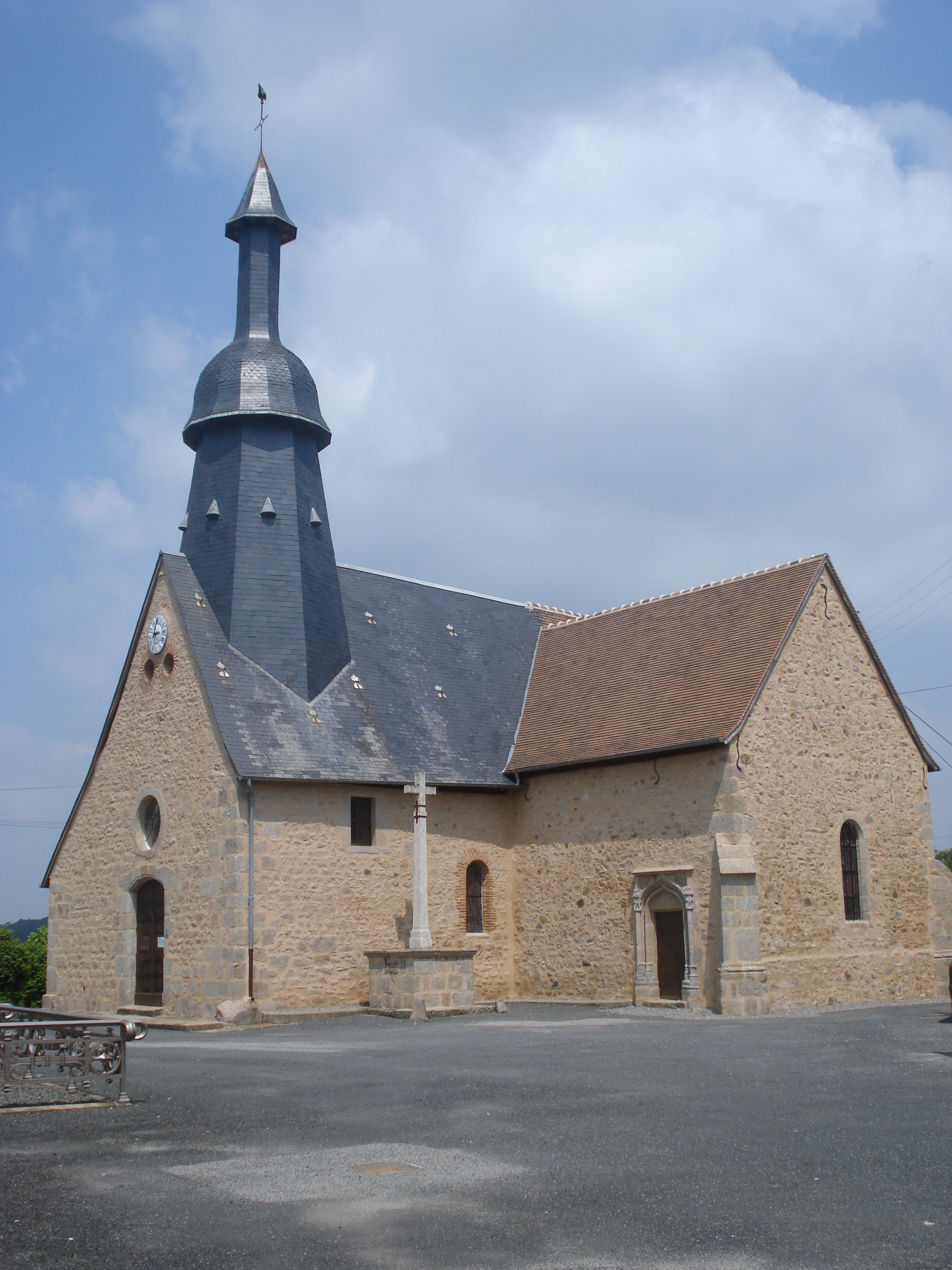
Kościół św. Germana (2008)

Saint-Germain-Beaupré – miejscowość i gmina we Francji, w regionie Nowa Akwitania, w departamencie Creuse.
Według danych na rok 1990 gminę zamieszkiwało 406 osób, a gęstość zaludnienia wynosiła 24 osoby/km² (wśród 747 gmin Limousin Saint-Germain-Beaupré plasuje się na 296. miejscu pod względem liczby ludności, natomiast pod względem powierzchni na miejscu 401.).

## Populacja

Populacja Saint-Germain-Beaupré w latach 1962–2008